# 697
Évszázadok: 6. század – 7. század – 8. század
Évtizedek: 640-es évek – 650-es évek – 660-as évek – 670-es évek – 680-as évek – 690-es évek – 700-as évek – 710-es évek – 720-as évek – 730-as évek – 740-es évek
Évek: 692 – 693 – 694 – 695 –  696 – 697 – 698 – 699 – 700 – 701 – 702

## Események
- Paolo Lucio Anafestót megválasztják Velence első dózséjává.
- Radbod fríz király a frank támadások elől visszavonul Helgoland szigetére.
- Merciai nemesek ismeretlen okból meggyilkolják Æthelred király feleségét, Osthrythot.
- A Frank Birodalomban meghal Nordebert, Neustria korábbi majordomusa és Burgundia hercege. Hercegségét Herstali Pippin majordomus fia, Drogo örökli.
- Írországban a birri zsinaton elfogadják az "ártatlanok törvényét" (Cáin Adomnáin, latinul Lex Innocentium), amely megtiltja hogy a háborúk során nőket, gyerekeket és papokat megöljenek.

### Omajjád Kalifátus
- Észak-Afrikában a bizánci flotta ellentámadásával visszafoglalja Karthágót, a muszlimok visszavonulnak Kairuánba.
- Al-Hadzszsádzs ibn Júszuf iraki kormányzó (Abd el-Malik kalifa egyik legmegbízhatóbb embere) megkapja Horaszán és Szisztán tartományokat is, így az ő felügyelete alá tartozik a muszlim állam egész keleti fele. Ugyanebben az évben al-Hadzszsádzs Huzesztánban leveri a háridzsiták lázadását.

### Távol-Kelet
- Dzsitó japán császárnő lemond a trónról 14 éves unokája, Monmu javára. Ő az első daidzsó tennó (visszavonult uralkodó), a japán történelemben később számos császár követi példáját.
- Kapagan türk kagán meglepetésszerű támadással legyőzi a kínaiak ellen lázadó kitanokat és megöli vezérüket, Szun Van-zsungot.

## Születések
- I. Osred, northumbriai király

## Halálozások
- Nordebert, burgundiai herceg

## Fordítás
- Ez a szócikk részben vagy egészben  a(z)   697 című angol Wikipédia-szócikk ezen változatának fordításán alapul.  Az eredeti cikk szerkesztőit annak laptörténete sorolja fel. Ez a jelzés csupán a megfogalmazás eredetét és a szerzői jogokat jelzi, nem szolgál a cikkben szereplő információk forrásmegjelöléseként.